# Daulet Niyazbekov
Daulet Niyazbekov (en kazajo: Дәулет Ниязбеков; Zhanakorgan, URSS, 12 de febrero de 1989) es un deportista kazajo que compite en lucha libre.
Ganó dos medallas en el Campeonato Mundial de Lucha, plata en 2019 y bronce en 2011, y seis medallas en el Campeonato Asiático de Lucha entre los años 2013 y 2018.
Participó en los Juegos Olímpicos de Londres, ocupando el quinto lugar en la categoría de 55 kg.

## Palmarés internacional
| Campeonato Mundial  | Campeonato Mundial     | Campeonato Mundial | Campeonato Mundial |
| Año                 | Lugar                  | Medalla            | Categoría          |
| ------------------- | ---------------------- | ------------------ | ------------------ |
| 2011                | Estambul (Turquía)     | Medalla de bronce  | 55 kg              |
| 2019                | Nursultán (Kazajistán) | Medalla de plata   | 65 kg              |
| Campeonato Asiático |                        |                    |                    |
| Año                 | Lugar                  | Medalla            | Categoría          |
| 2013                | Nueva Delhi (India)    | Medalla de bronce  | 60 kg              |
| 2014                | Astaná (Kazajistán)    | Medalla de bronce  | 61 kg              |
| 2015                | Doha (Catar)           | Medalla de oro     | 61 kg              |
| 2016                | Bangkok (Tailandia)    | Medalla de oro     | 61 kg              |
| 2017                | Nueva Delhi (India)    | Medalla de bronce  | 61 kg              |
| 2018                | Biskek (Kirguistán)    | Medalla de oro     | 65 kg              |